# Спенсер (Оклахома)
Спенсер (енгл. Spencer) град је у америчкој савезној држави Оклахома.

## Демографија
По попису из 2010. године број становника је 3.912, што је 166 (4,4%) становника више него 2000. године.
| Група             | 2000.         | 2010.         |
| Белци             | 1.451 (38,7%) | 1.170 (29,9%) |
| Афроамериканци    | 1.941 (51,8%) | 2.212 (56,5%) |
| Азијати           | 13 (0,3%)     | 20 (0,5%)     |
| Хиспаноамериканци | 87 (2,3%)     | 166 (4,2%)    |
| Укупно            | 3.746         | 3.912         |